# Skřípina kořenující
Skřípina kořenující (Scirpus radicans) je vytrvalá rostlina, druh ze širokého rodu skřípina, vyrůstá na vlhkých až mokrých stanovištích a nevadí ji ani trvalé zaplavení kořenů vodou. Je to původní druh české květeny, který je v současnosti ohrožen vymizením.

## Výskyt
Rostliny tohoto druhu rostou v širokém, ale nespojitém eurosibiřském areálu. V Evropě se vyskytují ve Střední a Východní Evropě, na jihu Skandinávie i severu Apeninského a Balkánského poloostrova. Další část areálu výskytu je od Uralu východním směrem přes Sibiř až po Koreu a Japonsko.
V České republice roste skřípina kořenující jen roztroušeně, nejbohatší místa výskytu jsou v jižních Čechách.

## Ekologie
Roste ve vlhkých, výživných, bahnitých nebo písčitých půdách. Nejčastěji ji lze nalézt na březích řek a vodních nádrží, v příkopech, kanálech s líně tekoucí vodou nebo na dnech vypuštěných rybníků. Není náročná na teplo, vyskytuje se od nížin až do podhůří a nevadí ji kolísání hladiny vody.

## Popis
Vytrvalá, hustě trsnatá bylina s lodyhami 50 až 100 cm vysokými. Nižší, neplodné lodyhy se obloukovitě ohýbají k zemi a na koncích zapouštějí kořínky. Přímé, ostře tříhranné lodyhy jsou porostlé pochvami s jazýčky a z nich vyrůstají tmavě zelené, ploché, kýlnaté, asi 1 cm široké listy, které jsou po obvodě drsné a často přerůstají lodyhu.
Na konci lodyhy roste bohatě rozvětvený, volný kružel, který bývá podepřen dvěma neb třemi listeny. Květenství je tvořeno mnoha větvemi s jednotlivými, 5 až 8 mm dlouhými, vejčitě kopinatými klásky s větším počtem oboupohlavných kvítků. Plevy rostou ve spirále a jsou bez osin, spodní bývají prázdné. Okvětní lístky jsou nahrazeny jen šesti dlouhými, hladkými štětinkami, tři tyčinky nesou podlouhlé prašníky a svrchní semeník čnělku s tříramennou bliznou. Kvítky jsou větrosnubné a rozkvétají v červnu až srpnu.
Z opylených kvítků vzniknou trojhranné, světle žluté, asi 1 mm velké nažky vypouklé na jedné nebo dvou stranách.

## Ohrožení
Skřípina kořenující se v přírodě České republiky, obdobně jako na Slovensku, vyskytuje poměrně vzácně, je omezována likvidaci potřebných biotopů. V „Červeném seznamu cévnatých rostlin České republiky“ z roku 2012 byla zařazena mezi ohrožené druhy (C3).